# Аэропорт (посёлок, Уфа)
Аэропорт — посёлок Кировского района Уфы. В ОКАТО посёлок Аэропорт не значится.
Находится у дороги от трассы Р314 на Международный аэропорт «Уфа»

## Улицы
В посёлке расположено две улицы:
- ул. Авиаторов
- ул. Строителей